# Ruotsalainen (See)
Der Ruotsalainen (finn. für „schwedisch“) ist ein See in der finnischen Landschaft Päijät-Häme.
Der 74,13 km² große See liegt östlich des Päijänne und wird von dessen Abfluss, dem Kymijoki, als erstem See durchflossen.
Der Ruotsalainen liegt auf einer Höhe von 77,5 m. 
An seinem östlichen Ende, bei Heinola, fließt der Kymijoki zum benachbarten See Konnivesi ab.